# Train de jardin

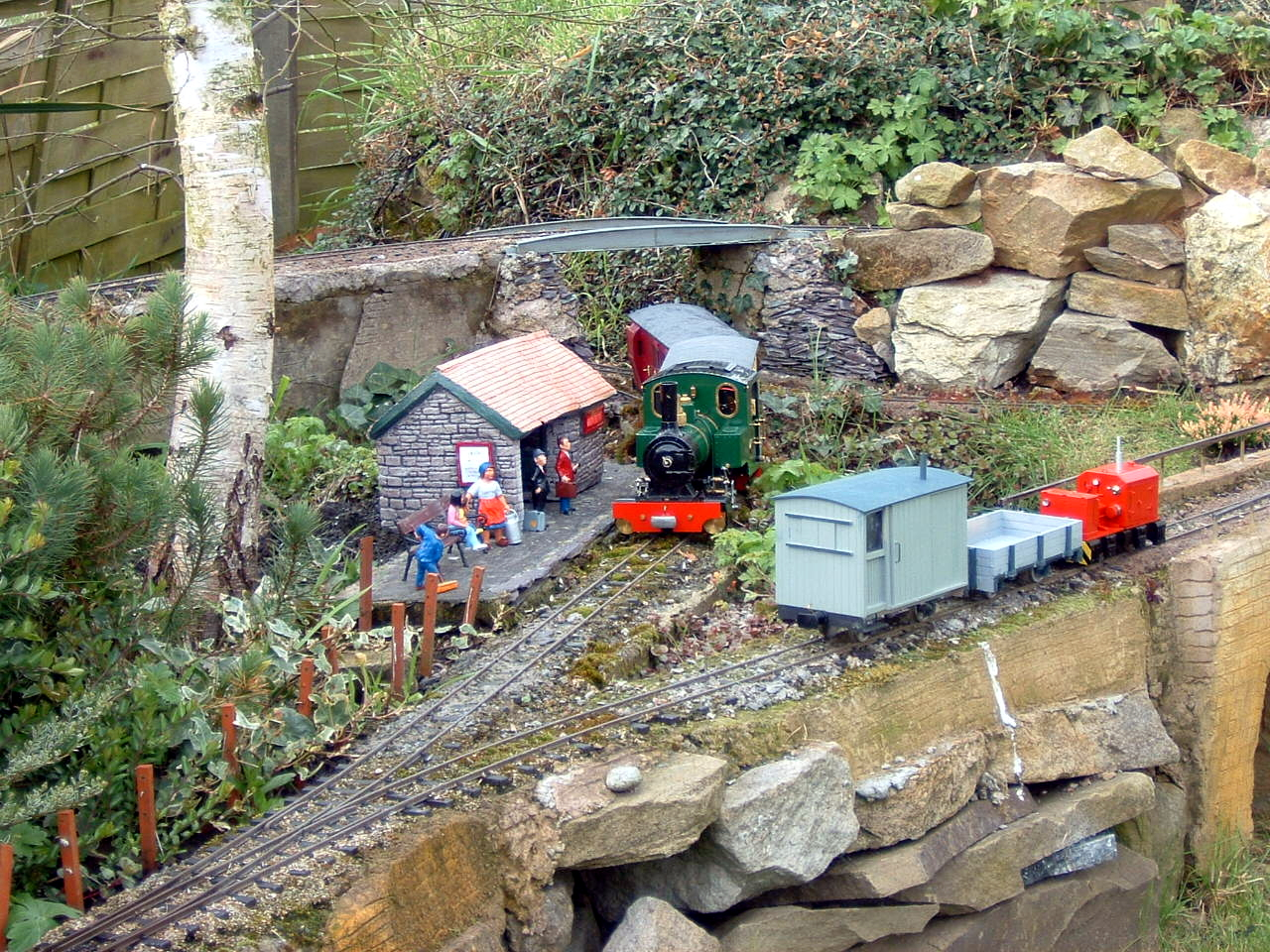
Scène d'un train de jardin au Royaume-Uni.

Un train de jardin est un modèle réduit de train qui évolue dans un jardin. La largeur de la voie la plus courante est de 45 mm mais on trouve des voies allant de 32 mm à 185 mm (cette dernière taille étant prévue pour les trains sur lesquels on peut s'asseoir).
Selon que les trains représentés sont des trains à voie 'normale' (1 435 mm à l'échelle 1) ou des trains à voie étroite (de 600 mm à 1 000 mm à l'échelle 1), les échelles varient pour une même largeur de voie (voir le paragraphe sur les échelles).
Historiquement, le développement des trains de jardin s'est fait principalement à partir de 1968 avec du matériel LGB (allemand) représentant des trains à voie métrique sur une voie de 45 mm d'écartement, d'où une échelle de 1:22,5.
Il peut également s'agir de modèles suffisamment grands pour transporter le conducteur et des passagers, ce sont alors des trains miniatures à passagers, utilisés plutôt dans des parcs, jardins publics et parcs d'attraction. Dans ce cas, les échelles sont souvent plus approximatives et la construction du matériel roulant plus artisanale, avec des locotracteurs à moteurs thermiques ou des locomotives à vapeur vive réalisées en autoconstruction par leurs propriétaires. Certains réseaux sont même réalisés à des écartements plus importants industriels non modélistes de chemin de fer de faible écartement (voies de 400 mm, de 500 mm voire de 600 mm).
Les installations doivent répondre aux contraintes d'une installation en extérieur, sous la pluie et le soleil, avec parfois des ravinements ou des mouvements de terrain, ainsi que de la corrosion sur les parties métalliques. Des additifs anti-UV doivent être incorporés dans les plastiques sous peine de destruction en 2 ou 3 ans. Des feuilles et toutes sortes d'objets se déposent sur les voies, les animaux nichent dans les tunnels.

## L'environnement

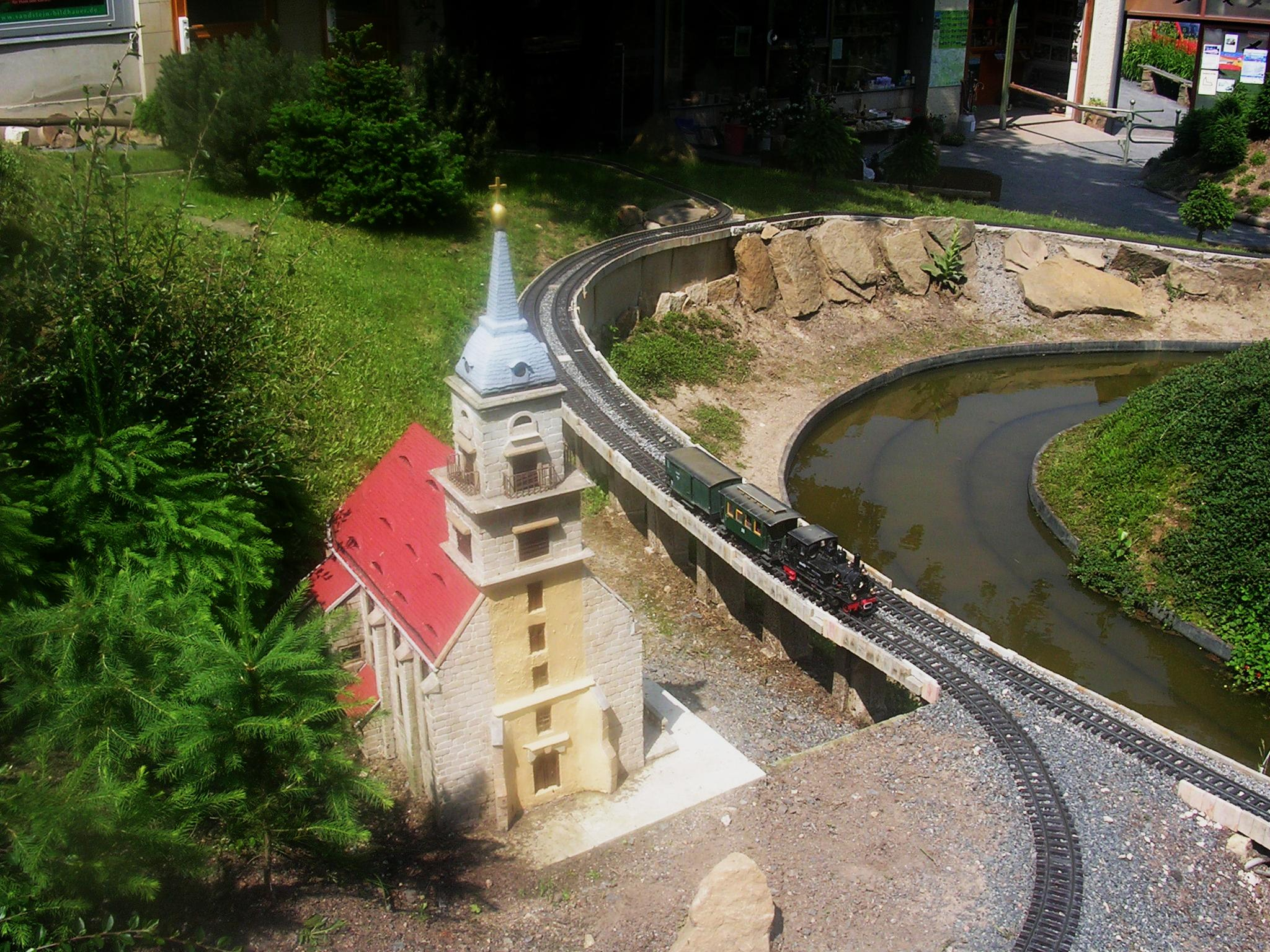

L'installation extérieure tire tout son profit de la nature réelle, avec des plantations adaptées à la petite échelle et aussi souvent de plans d'eau, torrents, cascades ou rivières avec un écoulement d'eau fonctionnel qui pourront être franchis avec des ouvrages d'art à l'échelle.
Des constructions donnent vie au décor. Il est fréquent de trouver des zones représentant différentes époques ou régions sur un même réseau. Une ou plusieurs gares sont généralement représentées, ainsi qu'un atelier et un dépôt. La voie comporte souvent une branche donnant dans un auvent ou un garage permettant l'entretien des trains et leur rangement à l'abri des intempéries sans devoir les enlever de la voie. À cette échelle, le matériel pèse généralement plusieurs kilos.
Le train doit s'adapter à l'environnement réel d'une maison, passer sous les escaliers, contourner les terrasses, piscines.

## Le style
La philosophie varie beaucoup suivant les créateurs. Certains cherchent à modéliser une zone rurale ou urbaine, en créant une maquette se voulant la plus proche possible d'une époque ou d'un lieu réel ou imaginaire.
D'autres ne visent aucun réalisme et se contentent de faire rouler leur train dans un jardin presque normal avec des fleurs et des plantes aucunement réduites. Le train est alors plus un jouet qu'une maquette et sera moins coûteux et plus facile à installer.
La majorité des trains de jardin représentent des trains à voie étroite (voie métrique ou plus petite), qui peuvent être situés pour des périodes allant de la fin du XIXe siècle jusqu'à aujourd'hui pour les trains touristiques. Ils peuvent représenter des trains de travail (mines, industries), des trains forestiers ou des trains de montagnes et des trains touristiques.
Dans les trains de jardin, on ne trouve pratiquement aucun train moderne disponible dans le commerce. Ceux qui veulent faire des TGV, TER, ICE, etc. doivent les construire intégralement. La période d'évocation des reproductions du commerce s'arrête à la fin des années soixante.
Avoir plusieurs boucles et y faire fonctionner plusieurs trains donne beaucoup de vie au réseau, notamment parce que l'on ne sait pas où les trains vont se croiser. Avoir des boucles indépendantes permet de ne pas se préoccuper de la conduite, les trains pouvant marcher seuls à vitesse constante.
Beaucoup de créateurs donnent un nom à leur réseau, comme Walt Disney et son Carolwood Pacific Railroad.

## En hauteur
Certains préfèrent avoir un circuit à hauteur (de 800 à 1 000 mm), ce qui facilite la création du décor et l'entretien des voies. Travailler couché sur des dizaines voire des centaines de mètres de voies n'est pas facile. Cela rend aussi l'échelle importante plus spectaculaire mais les décors doivent être plus soignés étant vus de plus près. Il faut prévoir un passage par-dessus ou par-dessous la voie ou créer un pont relevable.
Il n'est pas possible de faire monter ou descendre suffisamment le train pour permettre un passage car comme sur les trains grandeur, la pente est limitée aux alentours de 2.5 % (soit 25 mm par m). C'est le terrain que l'on doit adapter. Cela permet de justifier l'installation de nombreux ouvrages d'art ou de créer des décors montagneux.
Les voies sont souvent posées sur des poutres bois ou béton et on peut faire pousser une haie autour de la voie.

## La commande
Initialement, les trains de jardin fonctionnaient comme les trains d'intérieur, avec une voie électrifiée, en faisant varier le voltage sur la voie pour faire varier la vitesse, la polarité pour inverser le sens de marche. Cependant, les voies, généralement en laiton se couvrent d'oxyde et il faut les nettoyer avant usage avec un wagon poussé prévu pour cela. Par ailleurs la continuité des voies est difficile à maintenir et beaucoup soudent des fils de liaison entre les sections de voie. Depuis, on trouve aussi des trains radio-commandés fonctionnant sur batterie, mais leur autonomie est limitée car la consommation est importante. On doit dans ce cas faire face aux contraintes typiques des batteries liées à leur chargement et à leur vieillissement. Pouvoir se déplacer avec la commande étant essentiel pour un train de jardin, il existe des systèmes permettant de télécommander la voie, soit directement en commandant son voltage, soit avec des systèmes de commande numérique de type DCC plus perfectionnés similaires à ceux des trains d'intérieur. Si les voies sont longues, elles peuvent nécessiter plusieurs points d'alimentations (tous les 15 ou 20 m).
Il existe aussi des trains à vapeur vive, alimentés au gaz, ou plus rarement à l'alcool ou au charbon, voire à l'électricité (!) qui provient dans ce cas de la voie. Ces trains peuvent être radiocommandés.
On trouve de plus en plus de systèmes de sonorisation pour simuler le rythme des machines, la cloche et les sifflets. Ces systèmes peuvent être synchronisés à la vitesse réelle des machines. On peut créer aussi des bruits d'ambiance appropriés aux décors (meuglement dans une ferme, sciage sur une scierie ou bruit divers dans une carrière).

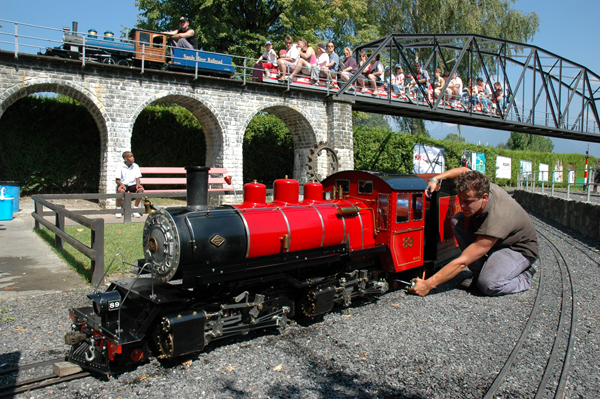
Réparations au Swiss Vapeur Parc.

## Des expositions publiques
Il existe quelques parcs ouverts au public, généralement créés par des passionnés qui en ont fait leur métier[réf. souhaitée].
- Ardèche miniatures, à Soyons (Ardèche).
- Le Jardin ferroviaire, à Chatte (Isère).
- Swiss Vapeur Parc, au Bouveret, (canton du Valais), en Suisse.

## Historique
Les premiers trains de jardin sont nés avec le véritable chemin de fer. La première trace de train de jardin connue est une gravure, montrant un train à vapeur vive échelle 1/5 installé à demeure dans le parc Saint-Cloud par Napoléon III, sans doute pour l'amusement de son fils.
Depuis qu’il y a des trains électriques, un certain nombre d’amateurs ont tenté de les installer en extérieur. Aux États-Unis, les trains de marque Lionel à l’échelle  0 (1:48) ont notamment été utilisés[Quand ?]. Le matériel roulant étant rangé lorsqu’il ne sert pas, le problème principal est la voie et les accessoires, qui doivent résister à la corrosion et aux UV.
En 1968, la société Ernst Paul Lehmann Patentwerk a créé une filiale Lehmann Gross Bahn (les gros trains Lehmann) et a commencé à produire des trains et des accessoires spécifiquement conçus pour un usage extérieur. Ces trains, reproduction plus ou moins à l’échelle (1:22,5) de trains à voie étroite allemands sur voie de 760 mm d'écartement, avec des locomotives et des wagons courts et hauts, proposaient un style très différent de ce que l’on trouve en modélisme ferroviaire traditionnel. Ces trains, représentatifs des trains touristiques et des petites lignes d'Allemagne que l’on peut trouver en Europe à cette époque, s’adaptaient bien à l’environnement d’un jardin et ont eu un certain succès[réf. souhaitée]. Au fil des années Lehmann a développé sa gamme et a créé une autre série représentant des trains américains de style Far–West reproduisant les trains sur voie de trois pieds d'écartement. La faible longueur des matériels roulants permet des rayons de courbe faibles et une installation aisée.

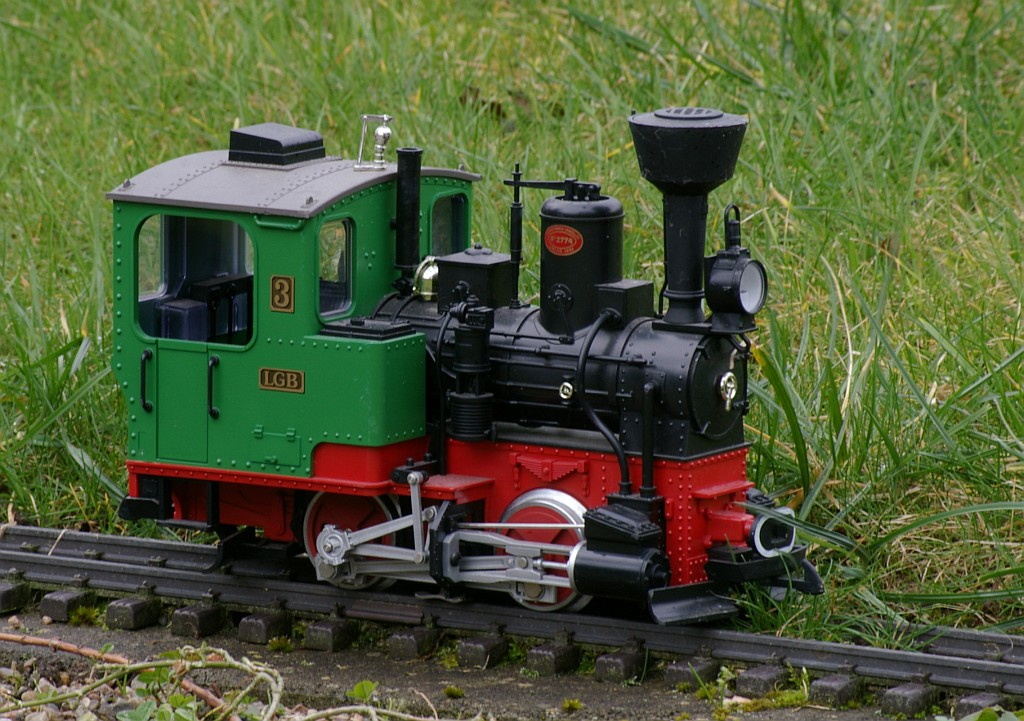
Locomotive LGB Stainz.

La première locomotive  proposée par LGB, représentée dans leur logo, la Stainz (de) est toujours produite mais avec une commande améliorée et une sonorisation. L’usage étant intermittent, certains des matériels sont restés des dizaines d’années en activité[réf. souhaitée].
D’autres constructeurs, Aristocraft et Bachmann Industries notamment ont ensuite proposé des trains plus conventionnels, mais à d’autres échelles (1:29 et 1:32) pour pouvoir utiliser la même voie de 45 mm. Les trains à voie étroite ont été proposés à l’échelle 1:24. Récemment[Quand ?], de nouvelles séries de matériel à voie étroite à l’échelle 1:20,3 ont été créées par Bachmann Industries (série Spectrum), toujours pour l’écartement de 45 mm. Les producteurs concurrents de LGB ont aussi porté leur effort sur la fidélité de reproduction, suivant la même tendance que pour les trains d’intérieur.
Face à des matériels concurrents proposant des styles parfois différents et fabriqués en Asie à bas coût, LGB a rencontré des difficultés. Le propriétaire actuel de LGB est Märklin.
La volonté de pouvoir se déplacer dans le jardin sans rester devant un pupitre fixe ou une commande filaire a conduit certains constructeurs à proposer divers systèmes de radio-commandes qui diffèrent de ceux des trains d’intérieur. Des générateurs de fumées ont été développés. Les autres accessoires (sonorisation) ont suivi la même évolution que les trains d’intérieur.

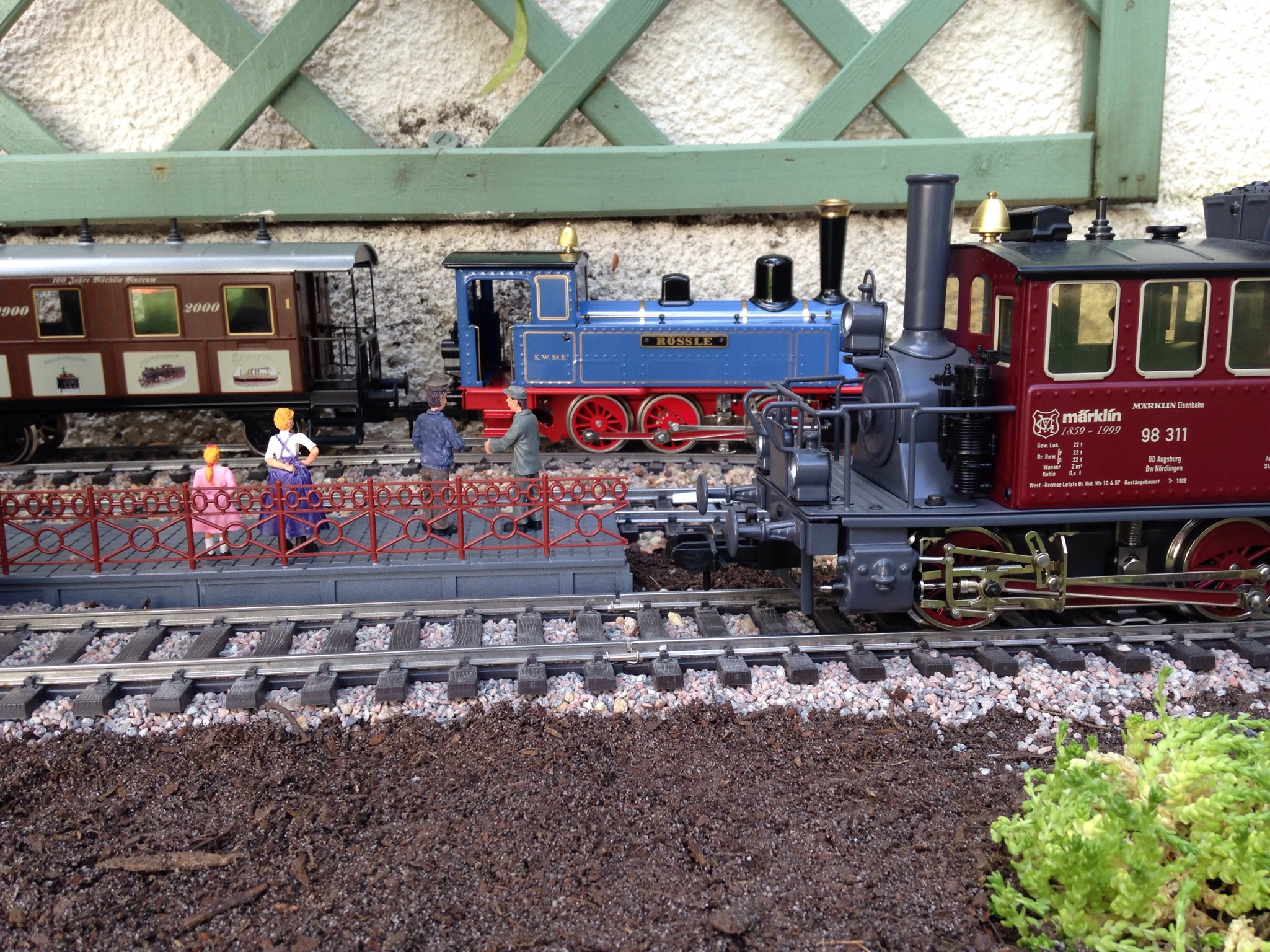
Trains de jardin Märklin Maxi à l'échelle 1:32.

## La technique

### Les voies
Il ne faut pas confondre échelle et écartement des rails. En anglais, la largeur de voie est le 'gauge'. La largeur est celle entre les faces intérieures des rails.
- la voie de 32 mm (utilisée pour le O à voie normale): rare (voies non prévues pour usage extérieur)
- la voie de 45 mm ou voie 'G', la plus courante
- La voie de 64 mm, Gauge '3' ou 'G64', rare
- La voie de 89 mm (3"1/2)

trains miniatures à passagers (que l'on chevauche) :
- La voie de 5" (127 mm)
- La voie de 7"1/4 (184 mm)

Selon la fidélité au modèle (qui dépend de l'échelle, voir le chapitre ci-après), la hauteur des rails varie. Cette hauteur est exprimée en millièmes de pouce.
Pour la voie G, la hauteur de rail la plus utilisée, car la plus robuste (on peut marcher dessus), est la hauteur 332 (8,43 mm). Cependant, comme elle est beaucoup plus haute que ne le serait une voie à l'échelle on trouve aussi les hauteurs de 250 (6,35 mm), 215 (5,46 mm) et 180 (4,57 mm) pour les modélistes amateurs de précision.

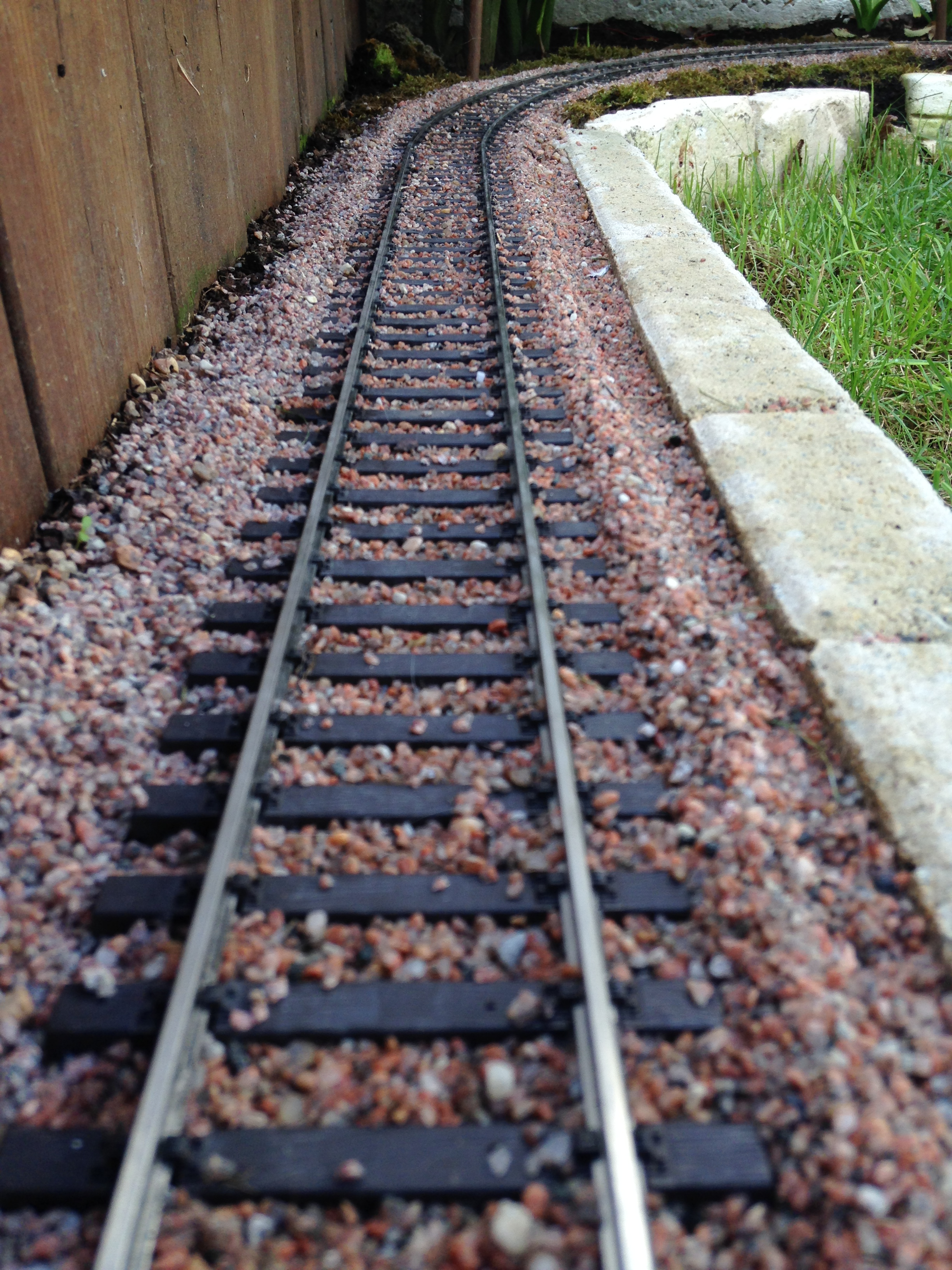
Voie Märklin à l'échelle 1:32.

### Les échelles
La situation est complexe pour des raisons historiques[réf. souhaitée].
La voie 'G' de 45 mm, si elle est utilisée pour représenter une voie normale (largeur 1 435 mm) correspond à l'échelle 1:32.
La même voie de 45 mm, si elle est utilisée pour représenter une voie métrique, correspond à une échelle de 1:22,5 (IIm).
La même voie de 45 mm, si elle est utilisée pour représenter une voie de 914 mm (3 pieds), correspond à une échelle de 1:20,3.
La même voie de 45 mm, si elle est utilisée pour représenter une voie de 608 mm (2 pieds), correspond à une échelle de 1:13,5 (ou 7/8n2 aux EU) .
La voie de 32 mm, si elle est utilisée pour représenter une voie de 608 mm (2 pieds), correspond à une échelle de 1:19. Le matériel au 1:19, généralement des locomotives à vapeur vive est souvent équipé pour de la voie de 45 mm. C'est une échelle surtout pratiquée au Royaume-Uni. Aristocraft, un fabricant américain, a créé sa propre échelle de 1:29, pour des trains à voie normale sur une voie de 45 mm (au lieu de 49 mm). Comme son matériel, fabriqué en Chine, est relativement peu coûteux et qu'il y a du choix, cette échelle connaît un certain succès mais ne représente que du matériel américain à voie normale. L'échelle de 1:29 permet d'avoir des matériels à voie normale dont la largeur est approximativement la même que celle des matériels LGB à voie étroite au 1:22,5 ce qui permet de les mélanger sans choquer.
Si l'on veut représenter une époque moderne, il faut des voitures et des camions. On en trouve au 1:32 et au 1:24, cette dernière échelle étant plutôt confidentielle en trains. Les modélistes font des compromis et les trains au 1:22,5 sont généralement associés à des accessoires (animaux, personnages, voitures, etc.) au 1:24.
Il y a conflit sur la désignation d'échelle 'G', la NMRA souhaitant initialement l'utiliser uniquement pour l'échelle 1:22,5 mais les fabricants voulant profiter de la notoriété de cette appellation continuent à utiliser cette dénomination pour l'échelle 1:20,3 ; 1:24 ; 1:29 et 1:32[réf. souhaitée]
Tableau des échelles
(largeur de la voie à l'échelle → largeur réellement utilisée)
| Échelle            | 1:19     | 1:20,3   | 1:22,5 | 1:24     | 1:29     | 1:32     |
| ------------------ | -------- | -------- | ------ | -------- | -------- | -------- |
| Dénomination NMRA  |          | F        | 1:22   | 1:24     | 1:29     | #1       |
| Dénomination MOROP |          |          | II     |          |          | I        |
| Voie 2'            | 32 mm    | 30→32 mm | -      | -        | -        | -        |
| Voie 3'            | 48→45 mm | 45 mm    | -      | -        | -        | 29→32 mm |
| Voie métrique      | -        | 49→45 mm | 45 mm  | 42→45 mm | 34→32 mm | 32 mm    |
| Voie normale       | -        | -        | 64 mm  | -        | 49→45 mm | 45 mm    |
| Voitures           | →1:18    | -        | →1:24  | 1:24     | →1:32    | 1:32     |

L'échelle 1:22,5 utilisée essentiellement pour des matériels à voie étroite offre beaucoup de choix sur les matériels roulants, les bâtiments (européens ou américains) et permet des rayons de courbure faibles, les locomotives et voitures étant courts.

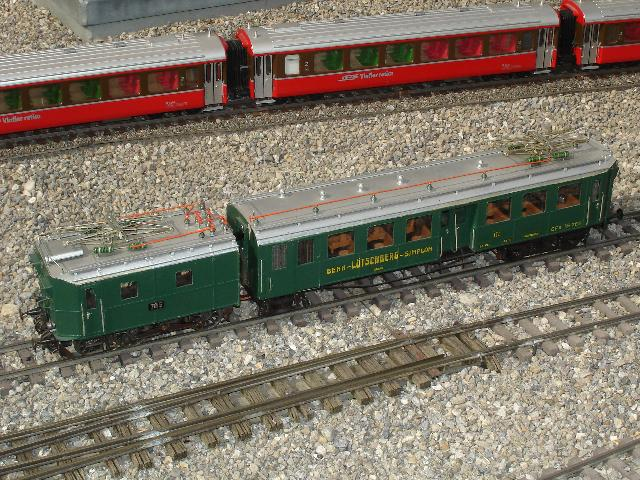
Train de jardin à l'échelle Zéro (1:45)

La voie de 64 mm dite Gauge '3' ou 'G64', est utilisée pour des trains à voie normale à l'échelle 1:22,5 commence à se développer un peu au Royaume-Uni, mais avec des matériels locaux uniquement. Il faut des très grands rayons de courbures car les voitures sont longues.
On trouve du matériel de qualité européen et américain au 1:32, mais c'est souvent relativement coûteux.
Il existe quelques trains de jardins à plus petite échelle mais l'entretien est plus délicat.
L'échelle '0' sur voie normale de largeur 32 mm fait 1:43,5 en France et au Royaume-Uni, 1:45 en Allemagne et 1:48 aux États-Unis.

### Les matériels annexes
Suivant les échelles :
- On trouve des personnages pour à peu près toutes les échelles.
- Pour les échelles de 1:13,5 , 1:19 et 1:20,3, il faut faire soi-même ses bâtiments et accessoires.
- On trouve très facilement des bâtiments, accessoires, animaux au 1:22,5 ou au 1:24.
- On trouve quelques bâtiments et accessoires au 1:29.
- Au 1:32, il faut construire soi même ses bâtiments, mais on trouve des accessoires, portes, fenêtres, etc. et il y a des voitures et camions à l'échelle.

Tout comme les trains, les objets (personnages, animaux, bâtiments et accessoires) annoncés comme étant compatible 'G' sont donc à des échelles variées qui dépendent des habitudes de chaque fabricant.

#### La construction des bâtiments
Les bâtiments distribués dans le commerce pré-assemblés ou en kit sont le plus généralement en plastique injecté. Certains artisans proposent aussi des kits en résine moulée ou en ciment et plus rarement des bâtiments en acier peint.
Les bâtiments réalisés par les amateurs peuvent être en :
- contreplaqué marine
- ciment moulé ou plaques de fibrociment
- polystyrène expansé ou extrudé découpé et recouvert d'un enduit
- béton cellulaire gravé (en panneaux ou en blocs massifs)
- résine moulée
- bois résistant aux intempéries (tavaillons pour les toits notamment)

### La pose de la voie

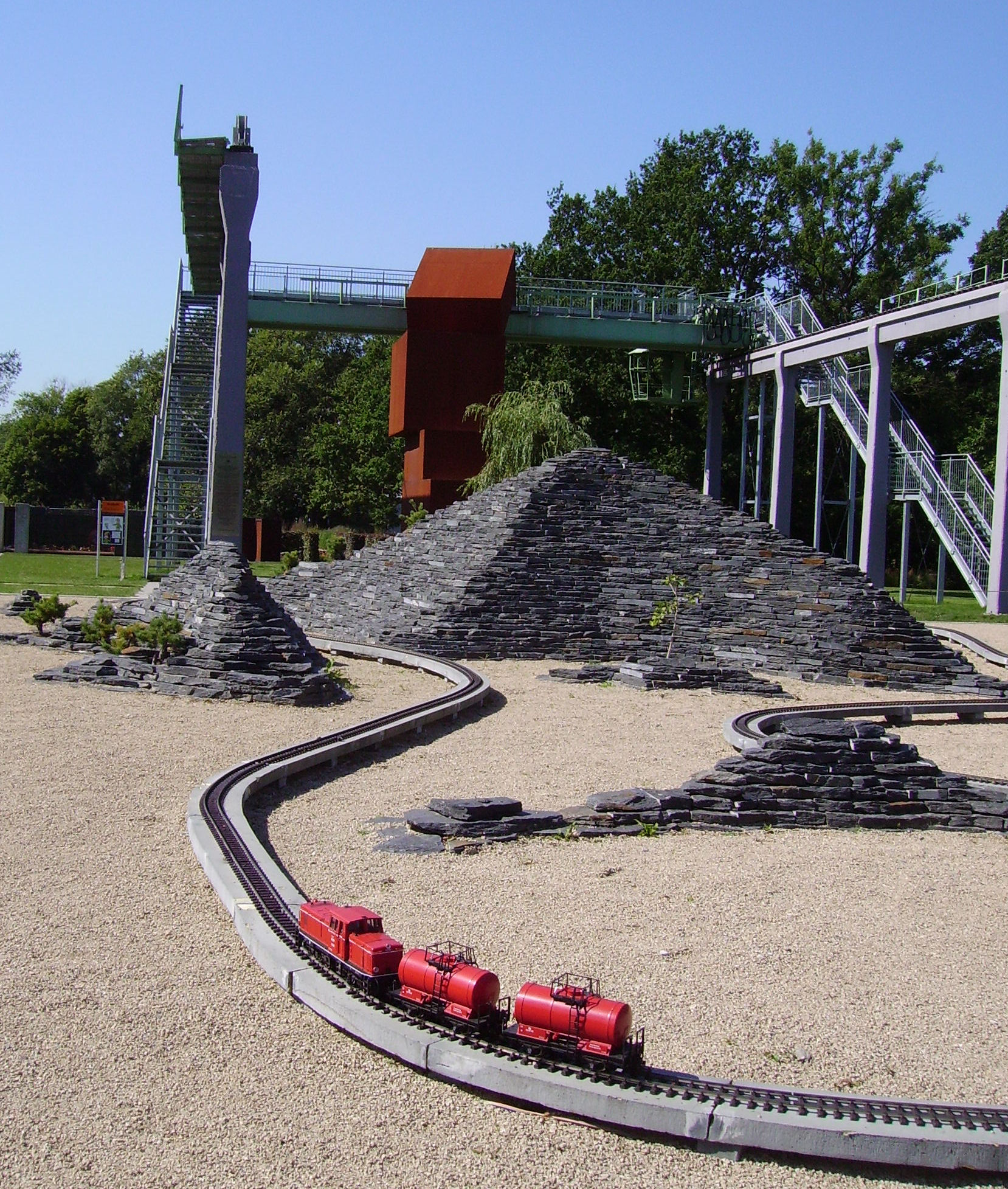
Voie posée sur des blocs de béton.

Le plus simple est de poser la voie au sol. Si le terrain est plat c’est possible mais la voie risque d’être irrégulière. Sur un terrain en pente ou simplement mal stabilisé, les risques de ravinement dès les premières pluies sont importants. Il faut aussi pouvoir tondre le gazon et couper les plantes. Ceci peut se faire pour une pose provisoire.
Une autre méthode, proche de ce qui se fait pour les trains réels est de poser du ballast, souvent en tranchée sur un film géotextile. Du fait de la croissance des plantes sous le ballast, ce n’est pas une méthode très durable.
Le plus souvent, la voie est posée sur un support rigide fait de blocs de béton, de plaques de fibrociment, de béton coulé ou de poutres en bois traité, comme par exemple, des traverses de chemin de fer réformées. La pose se fait en tranchée ou en hauteur selon les cas.
On simule généralement le ballast. Ceci peut se faire par dépose de gravillons sur la voie mais du fait de leur petite taille, les gravillons sont souvent emportés par le vent. Certains le collent sur le support. Ce ballast est fréquemment plus gros que ce que dicterait l’échelle. Des plaques bitumées sont parfois utilisées pour simuler le ballast et servir de soubassement à la voie.

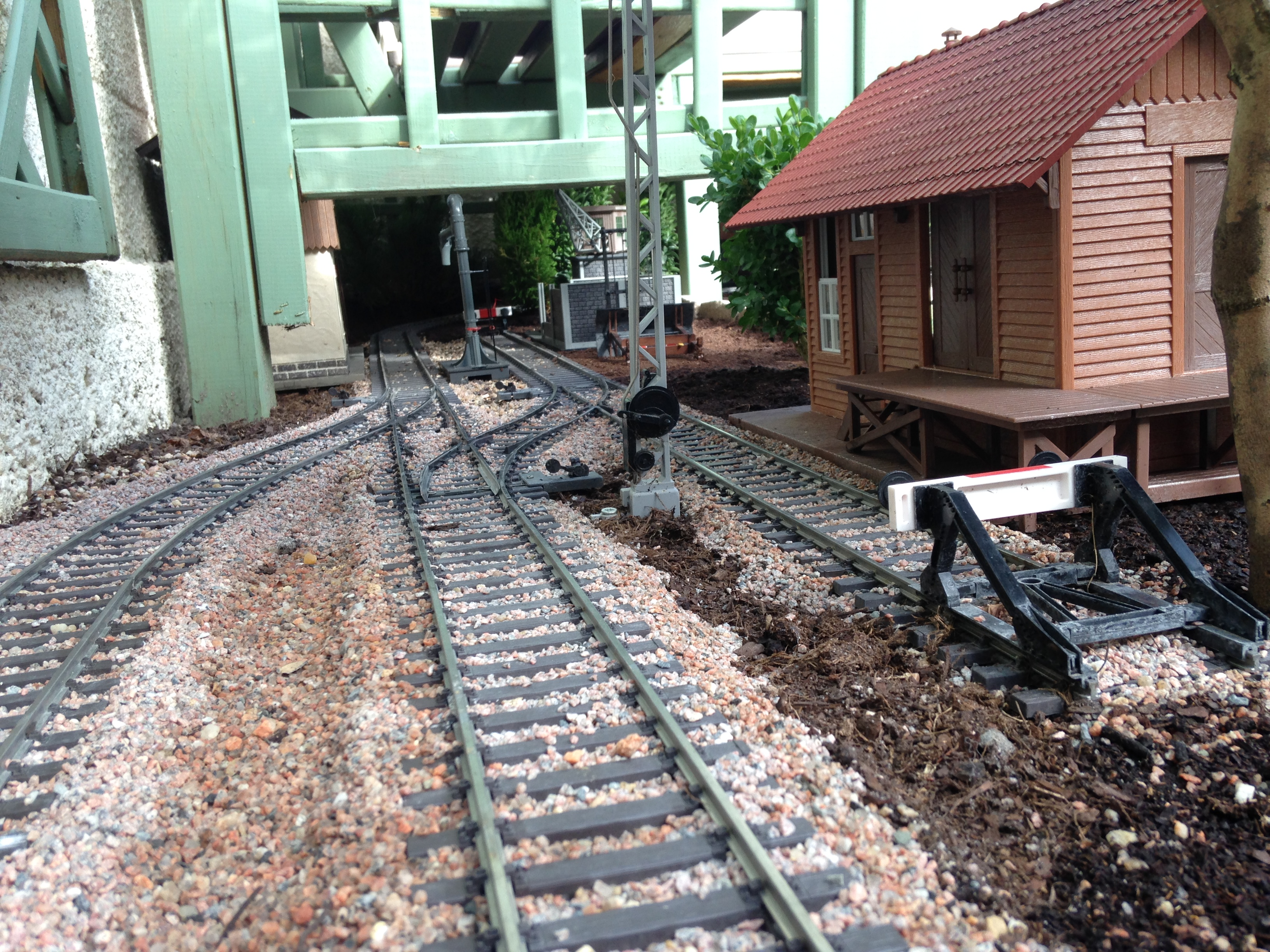
Voie et ballast à l'échelle 1:32.

Du fait des dilatations liées aux variations de températures saisonnières, les voies ne sont pas toujours  fixées et elles se déplacent sur leur support.

### Techniques de commande
Trois types d’équipements peuvent être commandés à distance :
- Le matériel roulant et ses accessoires (éclairage, son et fumée) ;
- Les aiguillages et équipements de voie (plaques tournantes, sémaphores, etc.) ;
- Les accessoires (éclairage, sonorisation d’ambiance et mobiles divers).

#### Le matériel roulant
- Les trains électriques alimentés par la voie

C’est la méthode la plus ancienne mais il est nécessaire de nettoyer la voie avant usage pour enlever les dépôts et la corrosion qui empêche la conduction vers les roues. Ceci peut se faire à la main avec une éponge grattante ou avec un wagon nettoyeur poussé par la locomotive. Il faut aussi assurer la conductivité de la voie tout au long de son parcours. Les éclisses classiques ne résistent pas au temps et il faut soit des éclisses vissées, soit des fils soudés entre un rail et le suivant. Certains font aussi une alimentation électrique par section de voie (on trouve des sections de voies de 1,5 m voire plus dans le commerce). Suivant la longueur de la voie et le matériau des rails, la voie est alimentée en un ou plusieurs points par un câble appelé feeder.
La bonne conduction de la voie permet l’alimentation avec une tension variable pour faire varier la vitesse, ou une tension constante avec un signal de commande de type Digital DCC, identique à celui des trains d’intérieur. Une radiocommande spécialisée peut commander la tension ou le signal de voie. La tension de voie maximum va  de 14 à 24 V suivant les constructeurs.
- Les problèmes d’alimentation par la voie ont conduit au développement de trains à batterie. Dans ce cas, les locomotives peuvent être commandées avec du matériel de radiocommande classique (d’avion, de bateau ou de voiture) ou avec des commandes spécialisées pour trains.

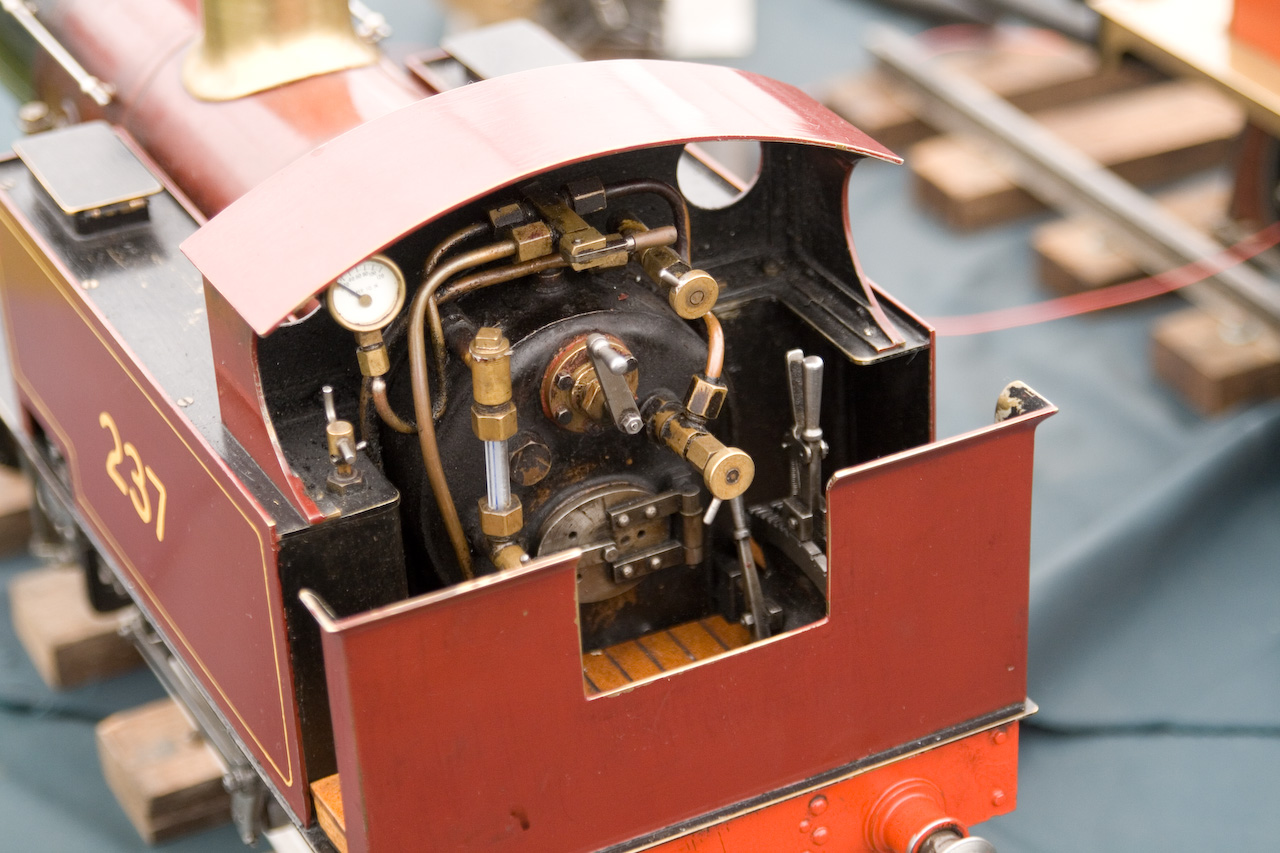
Sur cette machine à vapeur vive, les commandes sous l'abri sont dimensionnées pour réellement conduire le modèle réduit.

- Les locomotives à vapeur vive sont souvent commandées avec du matériel de radiocommande classique ou directement sur la machine. Certains fournisseurs de télécommandes pour train ont des modules spécialisés pour la commande des servos.

L’avantage des commandes spécialisées est qu’une seule télécommande peut actionner plusieurs trains ou qu’on peut avoir plusieurs télécommandes qui peuvent chacune être allouées à un ou plusieurs trains[réf. souhaitée].

#### La commande des aiguillages et équipements de voies
Cette commande est souvent séparée de la commande des trains. Elle peut être locale, commandée depuis un tableau ou radio-commandée.
Dans les systèmes ‘DCC’ similaires aux trains d’intérieur, c’est le signal présent sur la voie ou sur une ligne portant le même signal qui va commander l’aiguillage.
La majorité des commandes d’aiguillage sont à commande électrique mais pour s’affranchir des problèmes de contact liés à l’installation en extérieur, certains fournisseurs ont développé des commandes pneumatiques. L'interrupteur pneumatique ou l’électrovanne est dans un endroit protégé et c’est un tuyau en plastique qui va commander un vérin actionnant l’aiguillage. Ceci impose une réserve d’air qui peut être une bouteille de boisson gazeuse.

#### L’alimentation des accessoires
Elle est généralement commandée depuis un tableau.

## Sources de documentation